# Gratie Gods

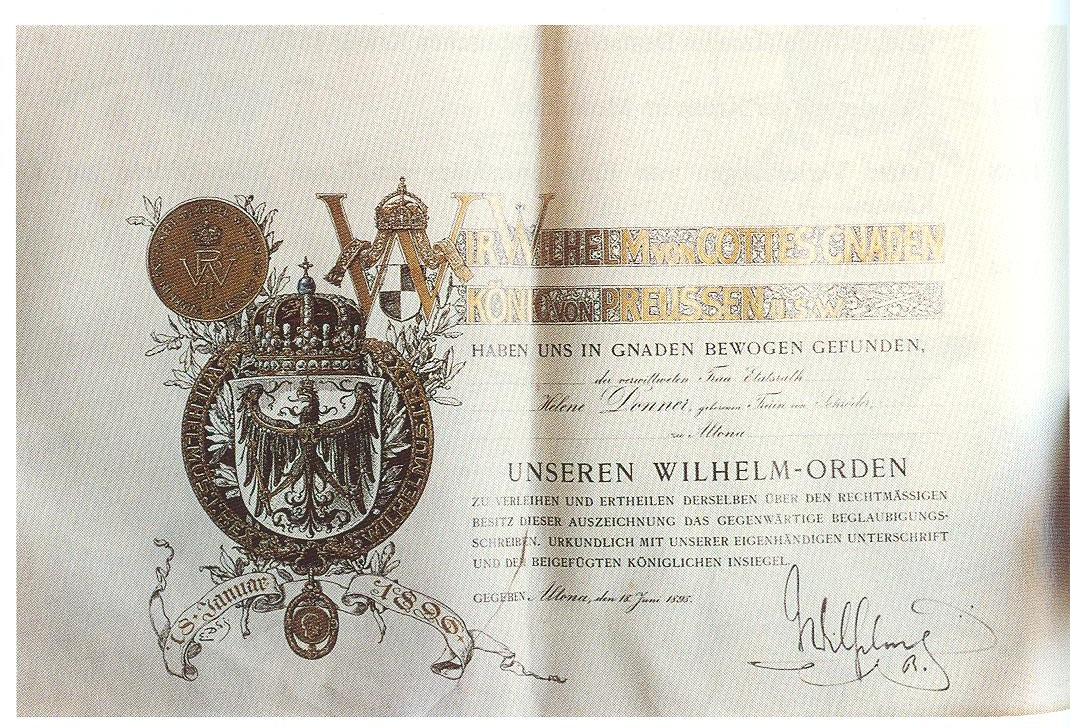
Wilhelm-Ordediploma uit 1896. De aanhef luidt: "Wir Wilhelm von Gottes Gnaden König von Preussen u.s.w."

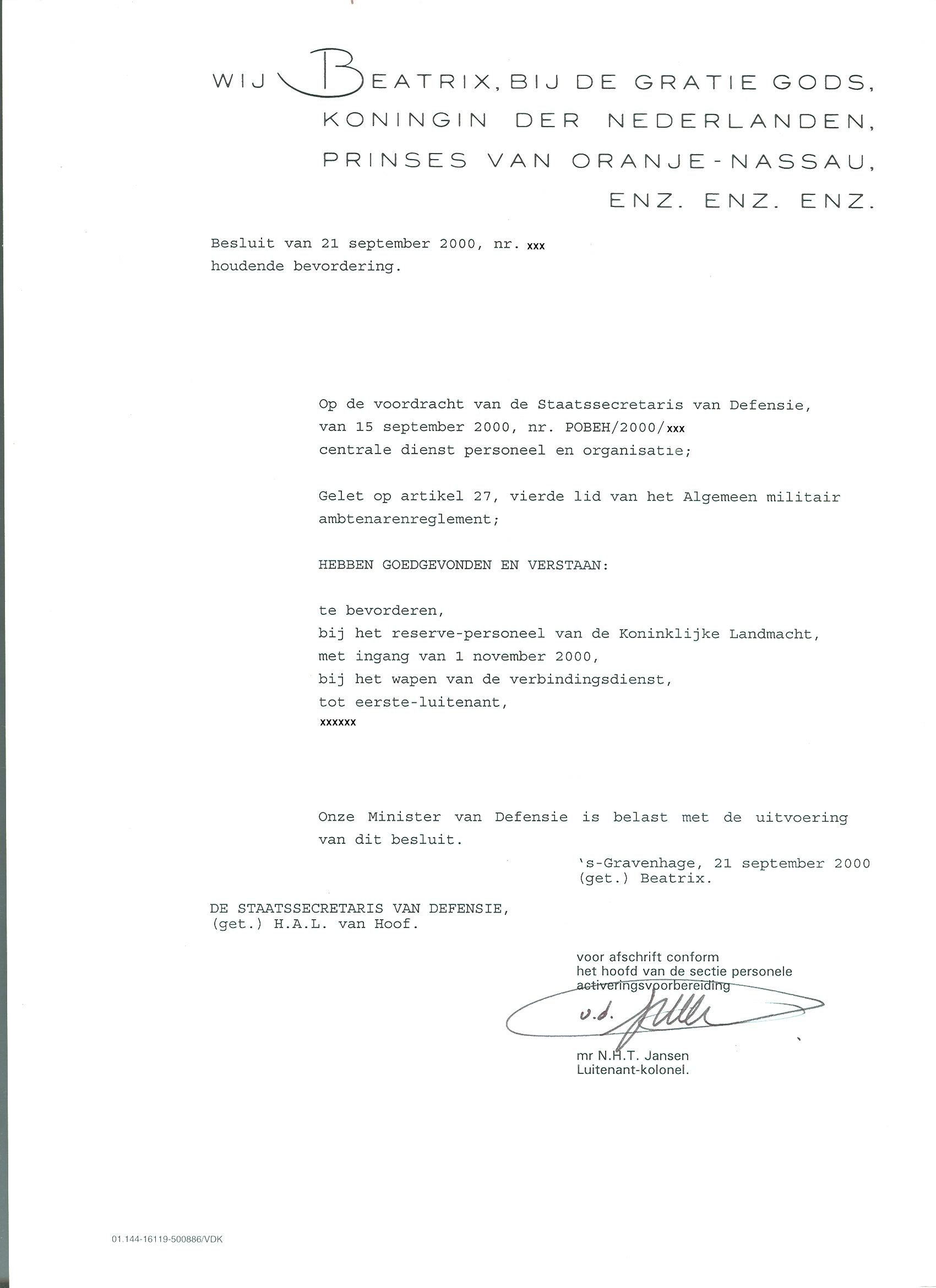
Een zgn. "Klein Koninklijk Besluit" uit 2000 van koningin Beatrix der Nederlanden.

Bij de gratie Gods of bij der gratiën Gods is sinds de Middeleeuwen de gangbare formule in officiële documenten, zoals oorkonden en besluiten, waarmee gezegd werd of wordt dat de ondertekenaar de waardigheid van machthebber aan Gods genade (Latijn: gratia) te danken heeft. De formule werd/wordt gebruikt door keizers, koningen, hertogen, graven en nog lagere machthebbers. Met een verwijzing naar Gods gratie wordt van oudsher ook een begrenzing van de (koninklijke) macht bedoeld. Het is een herinnering dat ook de koning iemand boven zich heeft te dulden. De koning rekende met het volk af, en God met de koning. De ontkerstening heeft niet de formule geheel doen verdwijnen, maar wel de oorspronkelijke betekenis doen vervagen, en het geloof in die betekenis voor veel mensen doen vervliegen.

## Geschiedenis
Het idee van goddelijke genade is een christelijk denkbeeld. De Frankische koning Pepijn de Korte (r. 751-768) was waarschijnlijke de eerste vorst die na zijn kroning deze woorden gebruikte. Na de Middeleeuwen kreeg de formule een zware lading. Binnen het calvinisme in de 16e eeuw ontstond voor het eerst de opvatting dat als de koning niet Gods plan uitvoert, hij de gratie Gods kan verliezen en door het volk dient te worden afgezet. Dit kwam tot uiting tijdens de Tachtigjarige Oorlog, toen de Nederlandse opstandelingen de troon van koning Filips II (r. 1556-1598) voor "verlaten" verklaarden (Plakkaat van Verlatinghe 1581). In de 17e en vooral 18e eeuw beriepen koningen zich op het Droit divin, het goddelijk recht waardoor zij regeerden. Het ging voornamelijk om absolute vorsten, zoals Lodewijk XIV van Frankrijk (r. 1643-1715) en George I van Engeland (r. 1714-1727). De Franse Revolutie poogde met de ideeën van goddelijke genade en recht te breken: de vorst diende er voor zijn volk te zijn, het volk niet voor de vorst (die er op zijn beurt "voor God" was). Door de democratisering en secularisering, die in de 19e en 20e eeuw doorzetten, werd het voor heersers steeds belangrijker om de macht te legitimeren door te trachten de (vermeende) "wil van het volk" uit te voeren in plaats van de (vermeende) "wil van God".

## Nederland
Tegenwoordig is de formule "bij de gratie Gods" in het Koninkrijk der Nederlanden nog onderdeel van de preambule, in de koninklijke titulatuur bij uitvaardiging van wetten, Koninklijke Besluiten en dergelijke. Dit neemt dan de volgende vorm aan:
"Wij [(troon)naam koning(in)], bij de gratie Gods, Koning(in) der Nederlanden, Prins(es) van Oranje-Nassau, enz. enz. enz."
Er zijn stemmen opgegaan om deze formule te schrappen, maar een motie in 2010 en een nieuwe voorstel in 2012 van die strekking door Tweede Kamerlid Pechtold (D66) stuitten beide keren op een afwijzende meerderheid die dit te onbelangrijk vond om te veranderen of het liever wilde behouden.

## Trivia
In uitbreiding wordt de uitdrukking in het dagelijks spraakgebruik ook wel sarcastisch gebezigd om aan te geven dat iemand (doorgaans een invloedrijk persoon binnen de overheid, een bedrijf of een familie) zich als het ware in de plaats van God stelt door een gunst op hoogmoedige wijze vanuit zijn / haar machtspositie te verlenen.